# Are you happy now?
『Are you happy now?』（アー・ユー・ハッピー・ナウ）は、上木彩矢の3枚目のアルバム。

## 概要
- GARNET CROWの岡本仁志の作曲を中心に収録したオリジナル・アルバム。
- ZARDのカバー曲「愛は暗闇の中で」をPremium Trackとして収録。
- 2種類の初回限定盤が用意され、初回限定盤Aには本作収録のシングル曲「SUNDAY MORNING」「君去りし誘惑」「Summer Memories」のミュージックビデオとそのメイキング映像を収録したDVDが付属する。初回限定盤Bには前年のライブツアー「AYA KAMIKI LIVE 2007 -明日のために走りだそう-」から「眠っていた気持ち 眠っていたココロ」「ピエロ」「Secret Code」「明日のために」「もう君だけを離したりはしない」のライブ映像をメドレー形式で収録したDVDがそれぞれ付属する。なお、初回限定盤A、初回限定盤B、通常盤ではすべてジャケット写真が異なっている。

## 収録曲
1. Are you happy now?
  - 作詞：上木彩矢 / 作曲・編曲：岡本仁志

テレビ東京系『JAPAN COUNTDOWN』9月度オープニングテーマ
全国32局ネット『MU-GEN ～Music Generations～』9月度エンディングテーマ
長野朝日放送『情報パラダイス』9月度エンディングテーマ
2. It's a beautiful day
  - 作詞：上木彩矢 / 作曲・編曲：岡本仁志
3. Just take my heart
  - 作詞：上木彩矢 / 作曲・編曲：岡本仁志

7thシングル「SUNDAY MORNING」のカップリング曲。
4. いつの日も君だけ I Remember you
  - 作詞：上木彩矢 / 作曲・編曲：岩井勇一郎
5. SUNDAY MORNING
  - 作詞：上木彩矢 / 作曲：大野愛果　編曲：岡本仁志

7thシングル
6. Summer Memories
  - 作詞：上木彩矢　作曲：大野愛果　編曲：岡本仁志

9thシングル
7. I'm your side
  - 作詞：上木彩矢 / 作曲・編曲：岡本仁志

9thシングル「Summer Memories」のカップリング曲。
8. Walking down the street
  - 作詞：上木彩矢 / 作曲・編曲：大島こうすけ
9. Secret Night
  - 作詞：上木彩矢 / 作曲・編曲：徳永暁人
10. Crash
  - 作詞：上木彩矢 / 作曲：川本宗孝 / 編曲：麻井寛史
11. Good-bye my love
  - 作詞：上木彩矢 / 作曲・編曲：岡本仁志
12. 君去りし誘惑
  - 作詞：上木彩矢 / 作曲：大野愛果 / 編曲：岡本仁志

8thシングル
13. Best of my love
  - 作詞：上木彩矢 / 作曲：川本宗孝 / 編曲：葉山たけし
14. 愛は暗闇の中で （Premium Track、原曲：ZARD、BLIZARD「Empty Days」）
  - 作詞：坂井泉水 / 作曲：栗林誠一郎 / 編曲：森下志音

ZARDの「愛は暗闇の中で」のカバー。

## 参加ミュージシャン
- 岡本仁志（GARNET CROW） - ギター、ベース
- 岩井勇一郎（三枝夕夏 IN db） - ギター、ベース
- 大賀好修（nothin' but love・OOM・Sensation） - ギター
- 徳永暁人（doa） - ギター、ベース
- 麻井寛史（the★tambourines・Sensation） - ギター、ベース
- 葉山たけし - ギター、ベース
- 森下志音（Naifu） - ギター、ベース
- 荒神直規（Naifu） - コーラス
- 勝田一樹（DIMENSION） - サックス